# TSCザニュースファイル
『TSCザニュースファイル』（ティーエスシー ザニュースファイル）は、2007年6月30日までテレビせとうちで放送された報道番組。生放送ではなく放送日前日に収録されていたが、当時テレビ東京系列で唯一の土曜朝のニュース番組だった。社屋移転およびデジタルマスターの稼動開始に伴い、2006年11月25日放送分からハイビジョン制作になった。
後番組は『せとうち Life&Biz』（2007年7月7日放送開始）で、同じく2007年6月に終了した『せとうち経済ウィークリー』と統合する形の番組となった。

## 放送時間
- 土曜 9:00 - 9:15
- 2006年9月までは土曜7:15枠で放送されていたため、同時間帯にテレビ東京系列で放送されていたアニメはTSCでは土曜6:30から1週間遅れで放送されていた。現在[いつ?]、土曜7:00枠で放送されているアニメはTSCでも同時ネットであるが、系列他局では土曜9:00枠で放送されているアニメはTSCでは水曜7:30枠で遅れネットされている。

## 放送内容
前週土曜日から放送日前日の金曜までに岡山県と香川県で起きた事件やその他の出来事をフラッシュで紹介。特集コーナーもあったが、内容は『ザニュースTSCワイド』で放送されたもののアンコールだった。